# Premier ministre du Canada
 (février 2025).
Si vous disposez d'ouvrages ou d'articles de référence ou si vous connaissez des sites web de qualité traitant du thème abordé ici, merci de compléter l'article en donnant les références utiles à sa vérifiabilité et en les liant à la section « Notes et références ».
Le premier ministre du Canada (en anglais : Prime Minister of Canada) est le chef du gouvernement du Canada, nommé par le monarque (conformément à la loi constitutionnelle de 1867) ou son gouverneur général, représentant du roi du Canada. La tradition constitutionnelle veut que soit nommé le chef du parti politique détenant le plus de sièges à la Chambre des communes. Le premier ministre porte le prédicat « le très honorable » à vie. Il est chargé par le gouverneur général de former son cabinet et le gouvernement fédéral — organe exécutif — dont il a la responsabilité.
Mark Carney, le premier ministre actuel, a prêté serment le 14 mars 2025, après la démission de Justin Trudeau. Il est le 24e premier ministre depuis l'établissement de la Confédération, le Parti libéral ayant remporté 160 des 338 sièges lors des élections fédérales de 2021. 
Le premier ministre peut être tout citoyen canadien en âge de voter (à partir de 18 ans). Il est de coutume pour le premier ministre d'être également un député siégeant à la Chambre des communes, quoique deux premiers ministres ont gouverné depuis le Sénat : Sir John Joseph Caldwell Abbott et Sir Mackenzie Bowell. Si le premier ministre ne réussit pas à gagner son propre siège, un député subalterne dans une circonscription sûre démissionne ordinairement pour causer une élection partielle et permettre au premier ministre de s'y présenter et de gagner le siège. Toutefois, si le chef du parti au pouvoir démissionne peu avant une élection et le nouveau chef n'est pas député, ce dernier attend généralement la tenue d'élections générales avant de briguer un siège aux communes. Par exemple, John Turner a brièvement été premier ministre en 1984 sans être député aux communes ; comble de l'ironie, il remporte son siège lors de l'élection qui l'éjecte du pouvoir. La résidence officielle du premier ministre est le 24, promenade Sussex à Ottawa (Ontario). Tous les premiers ministres à l'exception de Kim Campbell et Justin Trudeau y vivent, depuis Louis St-Laurent en 1951. Le premier ministre dispose également d'une résidence secondaire au lac Mousseau dans le parc de la Gatineau, près d’Ottawa.
Il était jadis de tradition que le monarque décernât un titre de chevalerie au premier ministre canadien. Ainsi, plusieurs d'entre eux ont porté le titre honorifique de « Sir » (des huit premiers premiers ministres, seul Alexander Mackenzie a refusé d'être fait chevalier). Depuis la résolution Nickle en 1919, il est interdit pour un citoyen canadien d'accepter un titre de noblesse britannique ; le dernier premier ministre à être fait chevalier est Sir Robert Laird Borden, qui était au pouvoir lorsque la résolution Nickle a été adoptée.

## Mandat

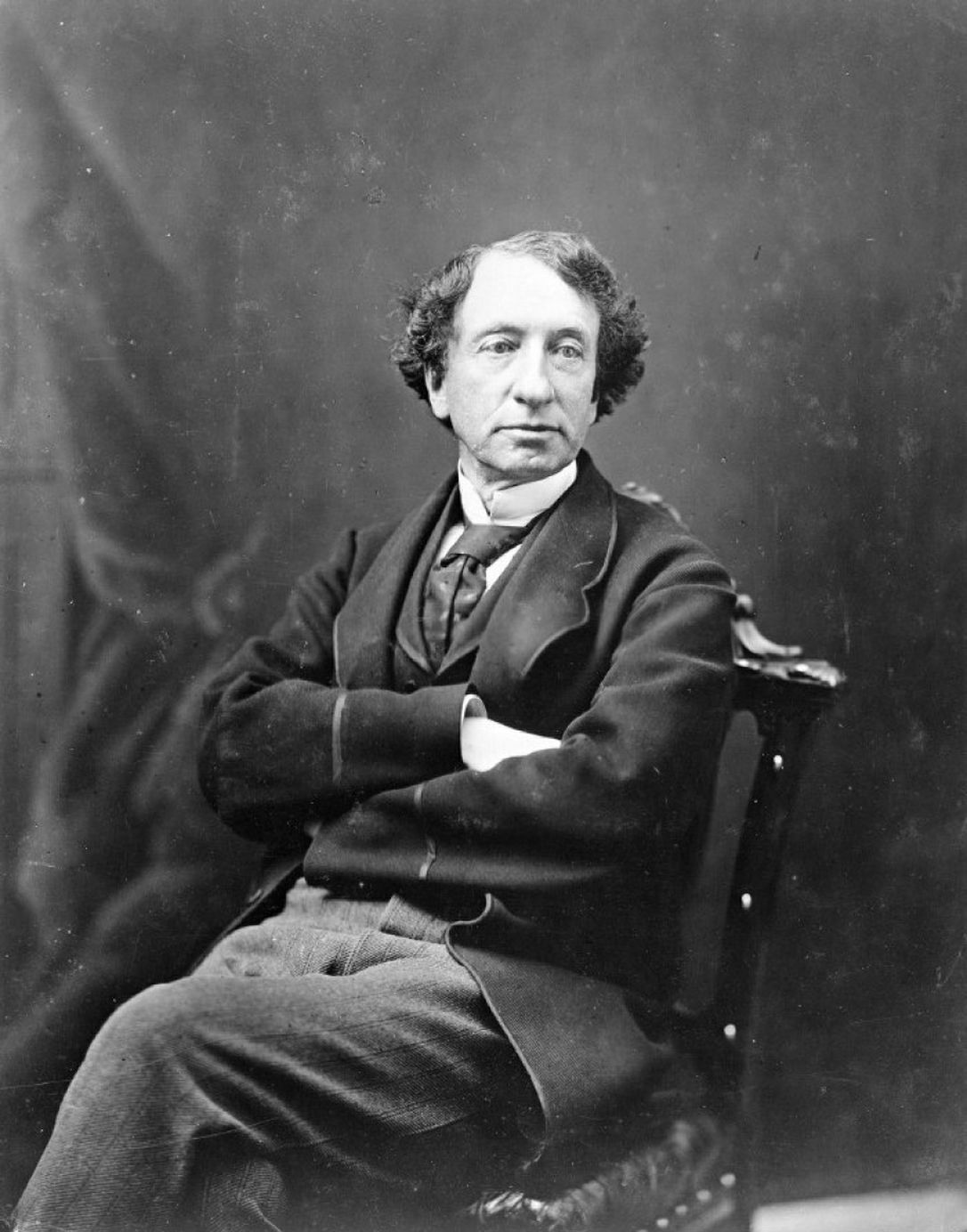
John A. Macdonald, 1er premier ministre du Canada (1867-1873, 1878-1891).

Le premier ministre n'a pas un mandat de durée fixe. Comme tous les membres du Conseil privé du Roi pour le Canada, il est nommé et sert au bon plaisir du Roi du Canada, représenté par le gouverneur général. De la même façon, il peut être retiré de ses fonctions par la même autorité. Cependant plusieurs traditions, aujourd'hui rigoureusement respectées par les gouverneurs généraux, encadrent la durée des mandats.
Étant donné que le gouverneur général nomme traditionnellement le chef du parti détenant le plus de sièges aux Communes au poste de premier ministre, la tradition veut aussi qu'un premier ministre dont le parti perd la majorité à la chambre, lors d'élection partielles ou  générales par exemple, démissionne. Le gouverneur général est tenu par la constitution de déclencher une élection pour chaque siège aux communes (une élection générale) au plus (sauf en cas de guerre ou d'insurrection) cinq ans après la dernière élection générale, mettant de fait en jeu la majorité parlementaire du parti du premier ministre. On associe donc la durée des législatures à la durée des mandats des premiers ministres. On dira par exemple qu'un premier ministre a été réélu, si son parti conserve le plus grand nombre de sièges à la Chambre après une élection générale, même si cette expression ne réfère à aucune disposition constitutionnelle.
Notons également que le premier ministre peut demander au gouverneur général de déclencher une élection à tout moment. Aucun gouverneur général n'a refusé une telle requête depuis 1926 (voir l'affaire King-Byng). Ordinairement, lorsqu'un gouvernement majoritaire est au pouvoir, les élections arrivent tous les 3 ans et demi à 5 ans.
De plus, certains votes de la chambre des communes sont considérés comme des votes de confiance, l'adoption du budget ou l'adoption d'une motion de non-confiance, par exemple. Si son parti perd un vote de confiance, le premier ministre peut démissionner (permettant à un autre parti de former le gouvernement), mais le plus souvent il demandera au gouverneur général de dissoudre le parlement et déclencher une élection générale. Étant donné la prévalence de la ligne de parti dans le parlementarisme canadien, cette situation ne se produit que lors de gouvernements minoritaires. D'ailleurs, les gouvernements minoritaires sont généralement défaits bien avant la limite de 5 ans imposée par la constitution (par exemple, le gouvernement minoritaire de Joe Clark en 1979-1980 n'a duré que 9 mois).
La formation de coalitions entre partis politiques permettant à plusieurs partis minoritaires d'obtenir une majorité et ainsi prendre le pouvoir ne fait pas partie de la culture politique canadienne. Quoique la succession de gouvernements minoritaires depuis les années 2000 ait incité les chefs de partis à envisager cette possibilité, aucune entente n'a été conclue en ce sens à ce jour.

## Rôle et autorité

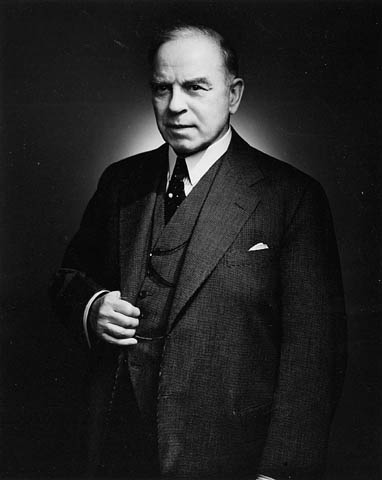
William Lyon Mackenzie King, 11e premier ministre (1921-1926 ; 1926-1930 ; 1935-1948).

Étant donné que le premier ministre est, à toutes fins pratiques, le membre du gouvernement du Canada détenant le plus de pouvoir, il ou elle est parfois perçu(e), à tort, comme le chef de l'État du Canada. Le chef de l'État canadien est Charles III, roi du Canada, qui est représenté par le gouverneur général du Canada. Le premier ministre est le chef du gouvernement.
Le poste de premier ministre du Canada n'est pas mentionné dans la Constitution canadienne, à part dans une clause ajoutée récemment l'obligeant à des rencontres avec les premiers ministres des provinces. Dans le Canada moderne, toutefois, ses responsabilités sont largement les devoirs que la constitution identifie comme étant du ressort du gouverneur général (qui agit à titre de figure de proue). La fonction, les devoirs, responsabilités et pouvoirs du premier ministre du Canada ont été établis lors de la confédération canadienne sur le modèle du poste existant du Premier ministre du Royaume-Uni. Avec le temps, le rôle du premier ministre du Canada a évolué, prenant de plus en plus de pouvoir au fil des années. Cependant, puisque le Canada est une fédération dont la constitution partage les pouvoirs de manière stricte, le premier ministre du Canada n'a pratiquement aucune emprise sur les provinces qui sont souveraines dans leur domaine de compétence. Les premiers ministres provinciaux (premiers en anglais), exercent un rôle équivalent à celui du premier ministre du Canada dans les domaines d'intervention provinciaux.

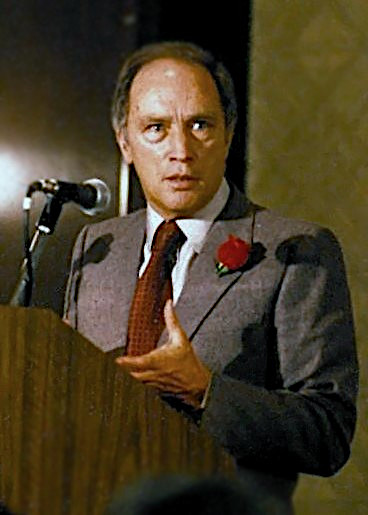
Pierre Trudeau, 15e premier ministre (1968-1979 ; 1980-1984).

Le premier ministre joue un rôle important dans la plus grande partie des législations adoptées par le Parlement du Canada. La majorité des lois canadiennes prennent leur origine du Cabinet du Canada, un corps nommé par le premier ministre parmi les membres du parlement du Canada, principalement à partir des députés de son propre parti. Le Cabinet doit avoir un consentement « unanime » sur toutes les décisions qu'il prend, mais en pratique c'est le premier ministre qui décide si l'unanimité a été atteinte. Un député élu à la Chambre des communes du Canada est habituellement supposé suivre une discipline rigide de son parti, et un vote contre la ligne du parti peut avoir de sérieuses conséquences, jusqu'à son expulsion du parti. La plupart des votes à la Chambre des communes sont traités comme des votes de confiance, engendrant un climat de solidarité partisane née d'une nécessité stratégique.
Le premier ministre (et son cabinet) contrôle de facto les nominations aux postes suivants :
- tous les membres du conseil des ministres ;
- les sièges vacants à la Cour suprême du Canada ;
- les sièges vacants au Sénat du Canada ;
- toutes les têtes dirigeantes des sociétés de la couronne, que le premier ministre peut remplacer à tout moment ;
- tous les ambassadeurs aux pays étrangers ;
- le gouverneur général du Canada ;
- les 10 lieutenants-gouverneurs des provinces canadiennes, et les trois commissaires des territoires canadiens ;
- plus de 3100 autres postes gouvernementaux ; la plupart de ces nominations sont délégués à un membre de son cabinet.

Pour ce qui est de l'autorité de facto très large sur les Forces armées canadiennes, voir cet article.
La loi constitutionnelle de 1867 confère le contrôle sur ces nominations au gouverneur général ou à Sa Majesté, le Roi du Canada. Or, la coutume constitutionnelle a rendu désuète l'intervention directe de la Couronne dans les affaires de l'État canadien. En pratique, c'est donc le Conseil Privé, dont le premier ministre est le représentant, qui "recommande" à Sa Majesté ou ses représentants la nomination à ses postes. La couronne joue alors un rôle protocolaire dans les nominations, en pratique, faites suivant la recommandation du premier ministre.
On attribue à l'ancien premier ministre Pierre Trudeau cette grande consolidation des pouvoirs dans le Cabinet du premier ministre (CPM), quoiqu'une évolution dans ce sens puisse être observée à travers l'histoire canadienne. Le CPM comprend les employés politiques et administratifs du premier ministre, embauchés entièrement à la discrétion de ce dernier. En créant une coordination des communications avec les autres agents de l'arène politique, ainsi qu'avec la machine centrale du parti, le CPM possède une influence considérable. Ceci peut avoir pour effet positif un parlement productif, mais engendre à son tour des critiques valides d'un pouvoir trop centralisé dans les gouvernements majoritaires et le CPM.

## Critiques du cabinet du premier ministre
Récemment, certains Canadiens et certains députés ont commencé à s'interroger sur les pouvoirs que la Constitution du Canada attribue au premier ministre. En particulier, leur but est de trouver un moyen de changer le rôle dégradé des députés élus à la Chambre des Communes, de créer un comité parlementaire afin de réviser les nominations à la Cour suprême, et le besoin d'abolir ou de réformer radicalement le Sénat. Dans un livre publié en 2001, The Friendly Dictatorship (La gentille dictature), le chroniqueur aux affaires nationales Jeffrey Simpson exposait les dangers potentiels en énumérant ce qu'il affirme être le pouvoir quasi-absolu accordé au premier ministre.
Il y a des limites au pouvoir du premier ministre. Une révolte du cabinet ou du caucus fera tomber un premier ministre assez rapidement, et même la menace d'une révolte du caucus peut forcer un premier ministre à démissionner, comme ce qui est arrivé à Jean Chrétien en 2003. Le premier ministre est aussi restreint par le Sénat, à toutes fins anémique. Le Sénat peut imposer des délais et des obstacles aux projets de loi, ce qui est arrivé lorsque Brian Mulroney a introduit la Taxe sur les produits et services (TPS). Dans la plupart des cas, les conflits sont arrivés parce que le Sénat était dominé par les membres nommés par un gouvernement précédent. Les premiers ministres susmentionnés ont rapidement modifié la composition du Sénat en leur faveur avec une tempête de nominations sénatoriales pour assurer le passage de leurs projets de loi.
L'argument le plus souvent présenté en faveur du pouvoir du premier ministre a rapport à la structure fédérale du pays. Au Canada, les premiers ministres provinciaux ont d'importants pouvoirs définis dans la constitution. Les changements constitutionnels doivent être approuvés par les premiers ministres provinciaux, et ils doivent être consultés pour toute nouvelle initiative dans leurs champs de compétences, ce qui inclut plusieurs secteurs importants comme la santé et l'éducation. À la lumière des forces régionales comme le mouvement souverainiste québécois, certains affirment qu'il y a un besoin pour un contrepoids fédéral pour contrer ces pressions.

## Anciens premiers ministres vivants
Six anciens premiers ministres du Canada sont en vie. En ordre du plus ancien au plus récent, ils sont :
Pour une liste complète des premiers ministres du Canada, cliquer sur ce lien : Liste des premiers ministres du Canada.
| Nom            | Terme de fonction | Date de naissance |
| -------------- | ----------------- | ----------------- |
| Joe Clark      | 1979-1980         | 5 juin 1939       |
| Kim Campbell   | 1993              | 10 mars 1947      |
| Jean Chrétien  | 1993-2003         | 11 janvier 1934   |
| Paul Martin    | 2003-2006         | 28 août 1938      |
| Stephen Harper | 2006-2015         | 30 avril 1959     |
| Justin Trudeau | 2015-2025         | 25 décembre 1971  |

## Dans la fiction
- Dans le film La Chute de Londres (2016), Robert Bowman (joué par Nigel Whitmey (en)) est le premier ministre canadien.